# Sorthovedet måge
Sorthovedet måge (Ichthyaetus melanocephalus) er en mindre måge, der er ret sjælden i Danmark. Den er siden 1970 begyndt at yngle med nogle få par, men flere fugle gæster årligt landet, især om vinteren. Ynglebestanden er vurderet som sårbar på den danske rødliste.
Arten har sin hovedudbredelse i middelhavslandene, hvor den er ret almindelig visse steder. I Danmark ynglede den i 2011 med 14-19 par.